# Emre Aşık
Emre Aşık (Bursa, 13 december 1973) is een Turks voormalig betaald voetballer die speelde als centrale verdediger van 1990 tot 2010. Hij is een 21-voudig Turks international en was een harde verdediger. Berucht werden zijn vlijmscherpe tackles en zijn disciplinaire problemen. Aşık ontving dertien rode kaarten in de Turkse competitie.

## Carrière
Emre Aşık speelde in het verleden voor Fenerbahçe, Istanbulspor en Beşiktaş. In 2010 beëindigde hij zijn carrière als speler van Galatasaray SK, waar hij speelde sinds 2008 en waar hij eerder al speelde tussen 2000 en 2003.
Emre Aşık maakte verder tussen 1993 en 2010 meermaals deel uit van het Turks voetbalelftal, waarvoor hij 21 interlands speelde en waarmee hij in 2002 aan de wereldbeker deelnam evenals naamgenoot Emre Belözoğlu. Turkije won de troostfinale tegen Zuid-Korea met 3–2, zonder bankzitter Aşık (doelpunten van Hakan Şükür en tweemaal İlhan Mansız). Emre Aşık maakte zijn interlanddebuut op 27 oktober 1993 in de wedstrijd Turkije-Polen (2-1).

## Statistieken
| seizoen                 | club                    | competitie | wed. | goals |
| ----------------------- | ----------------------- | ---------- | ---- | ----- |
| 1990/92                 | Sönmez Filamentspor     | Amateurs   | 28   | 0     |
| 1992/93                 | Balıkesirspor           | TFF 1. Lig | 27   | 7     |
| 1993/96                 | Fenerbahçe              | Süper Lig  | 42   | 1     |
| 1996/00                 | Istanbulspor            | Süper Lig  | 86   | 6     |
| 2000/03                 | Galatasaray             | Süper Lig  | 63   | 1     |
| 2003/06                 | Beşiktaş                | Süper Lig  | 15   | 1     |
| 2006/08                 | Ankaraspor              | Süper Lig  | 26   | 1     |
| 2008/10                 | Galatasaray             | Süper Lig  | 24   | 0     |
| Bijgewerkt 1 maart 2011 | Bijgewerkt 1 maart 2011 | Totaal     | 343  | 19    |